# 結頭分
結頭分，原寫為結頭份，是台灣宜蘭縣員山鄉的一個傳統地域名稱，位於該鄉東北部。相較於今日行政區，其範圍大致與頭分村相近。

## 歷史
台灣清治末期，結頭分地區為一街庄，稱為「結頭份庄」，隸屬於員山堡。該庄昔日東南隔宜蘭河與外員山庄為界，西南與內員山庄為鄰，西北邊及北邊為枕頭山庄為鄰，東北邊為新城庄。
1901年（明治三十四年）11月，廢縣廳改設二十廳，該庄隸屬於宜蘭廳，編入第八區。1905年（明治三十八年）7月，第八區改名「內員山區」。1909年（明治四十二年）10月，合併二十廳為十二廳，該庄仍隸屬於宜蘭廳。1920年（大正九年），廢十二廳改設五州二廳，該庄改制並更改用字為「結頭分」大字，隸屬於臺北州宜蘭郡員山庄。
戰後員山庄改制為員山鄉，隸屬於臺北縣，大字改制為村。1950年10月，北、基、宜分治，員山鄉改隸屬於宜蘭縣。

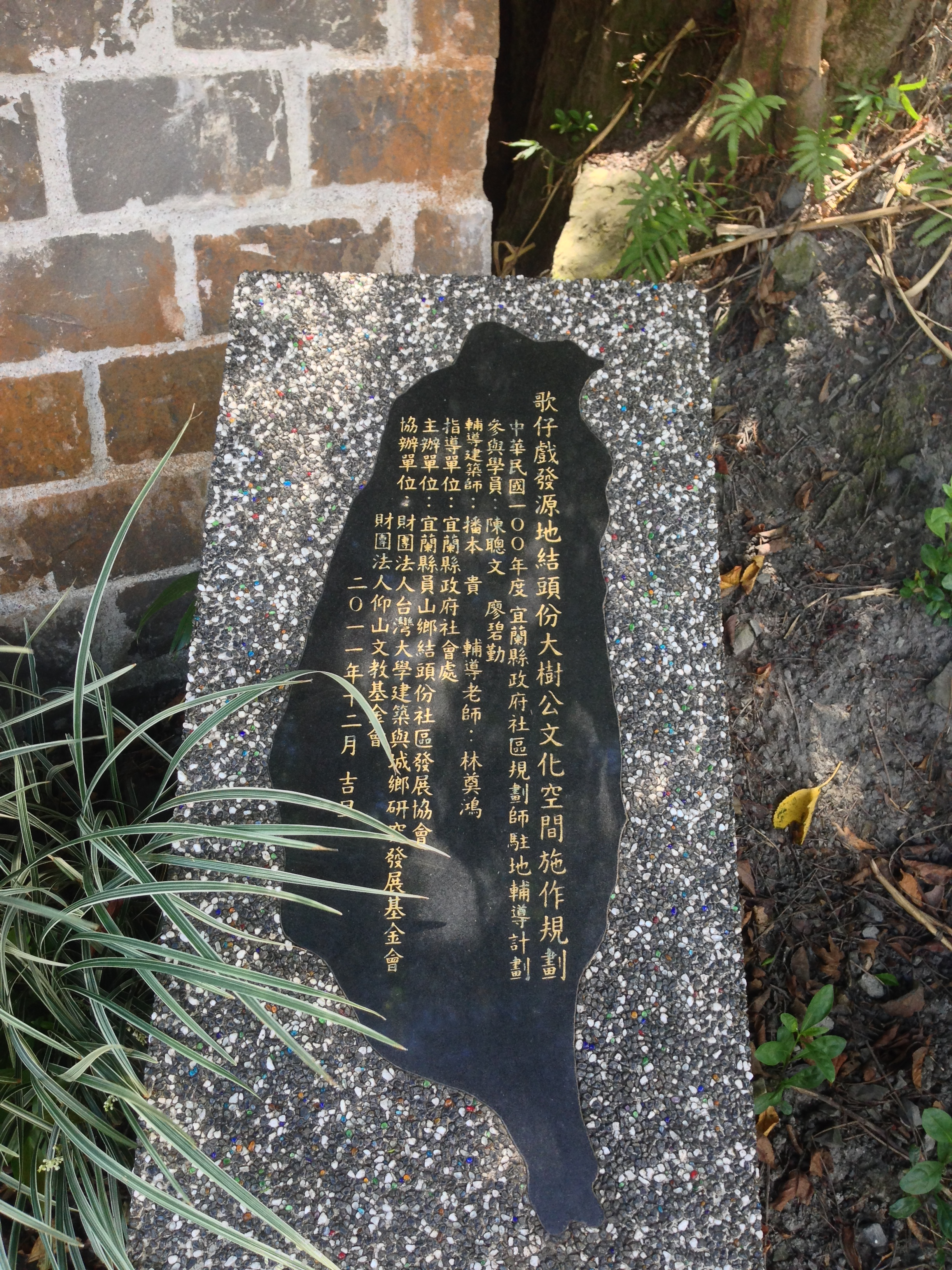
歌仔戲結頭份大樹公文化空間施作規劃

## 聚落
本地區發展較早的聚落為結頭份，在日治期初期的官方地圖上已有記載。
目前由結頭份社區發展協會持續推動文化。

## 交通
省道台7丁線（永同路二段）是員山雙連埤至宜蘭市區的道路，大致以西南－東北走向經過結頭分地區。由該道路向西南可前往內員山、大湖、雙連埤等地，向東北轉東北東可前往新城，再轉東南可前往宜蘭市區並止於省道台7線本線路口。
鄉道宜5線（枕山路）是湯圍至結頭份的道路，大致以東北—西南走向經過本地區西北部邊界。由該道路向東北可前往枕頭山、二結、龍潭、四結、柴圍、林尾、礁溪市區並止於市區北側的中山路二段（省道台9線舊線）路口，向西南轉南南東再轉南南西可前往內員山的永廣聚落並止於省道台7丁線路口。

## 文化資產
- 員山結頭份大樹公（茄苳公，文化景觀）